# Magnolia pugana
Magnolia pugana là một loài thực vật có hoa trong họ Magnoliaceae. Loài này được (H.H.Iltis & Vazquez) A.Vazquez & Carvajal mô tả khoa học đầu tiên năm 2002.